# John Murphy
John Murphy (n. 19 iulie 1953, Chicago, Illinois, SUA) este un înotător ce a reprezentat Statele Unite ale Americii, medaliat olimpic. A participat la o ediție a Jocurilor Olimpice (1972) în care a câștigat două medalii de aur și o medalie de bronz.